# Oberea annamensis
Oberea annamensis là một loài bọ cánh cứng trong họ Cerambycidae.